# 鬼蜡烛
鬼蜡烛（学名：Phleum paniculatum）为禾本科梯牧草属下的一个种。

## 扩展阅读
- 維基物種上的相關：鬼蜡烛